# Bryan de la Fuente
Bryan de la Fuente (nacido el 1 de julio de 1992 en Laredo, Estados Unidos) es un futbolista estadounidense nacionalizado mexicano. Juega de centrocampista, actualmente está en Las Vegas Lights FC de la USL.

## Carrera
Comenzó su carrera en 2010 jugando para el CD Chivas USA. Jugó para el club hasta el año 2011. En 2012 se fue a México para formar parte de las filas del Tijuana. Regreso a CD Chivas USA en 2013.

## Selección nacional
Ha sido internacional con la Selección de fútbol de Estados Unidos sub-20.

## Clubes
- Chivas USA  Estados Unidos (2010-2011)
- Tijuana  México (2012-2013)
- Chivas USA  Estados Unidos (2013-2014)
- FC Ararat Ereván  Armenia (2014 - 2016)
- FC Shirak  Armenia (2016)
- Las Vegas Lights FC  Estados Unidos (2019 - Presente)